# Gouveia (Alfândega da Fé)
Gouveia is een plaats (freguesia) in de Portugese gemeente Alfândega da Fé en telt 149 inwoners (2001).